# Наголінники

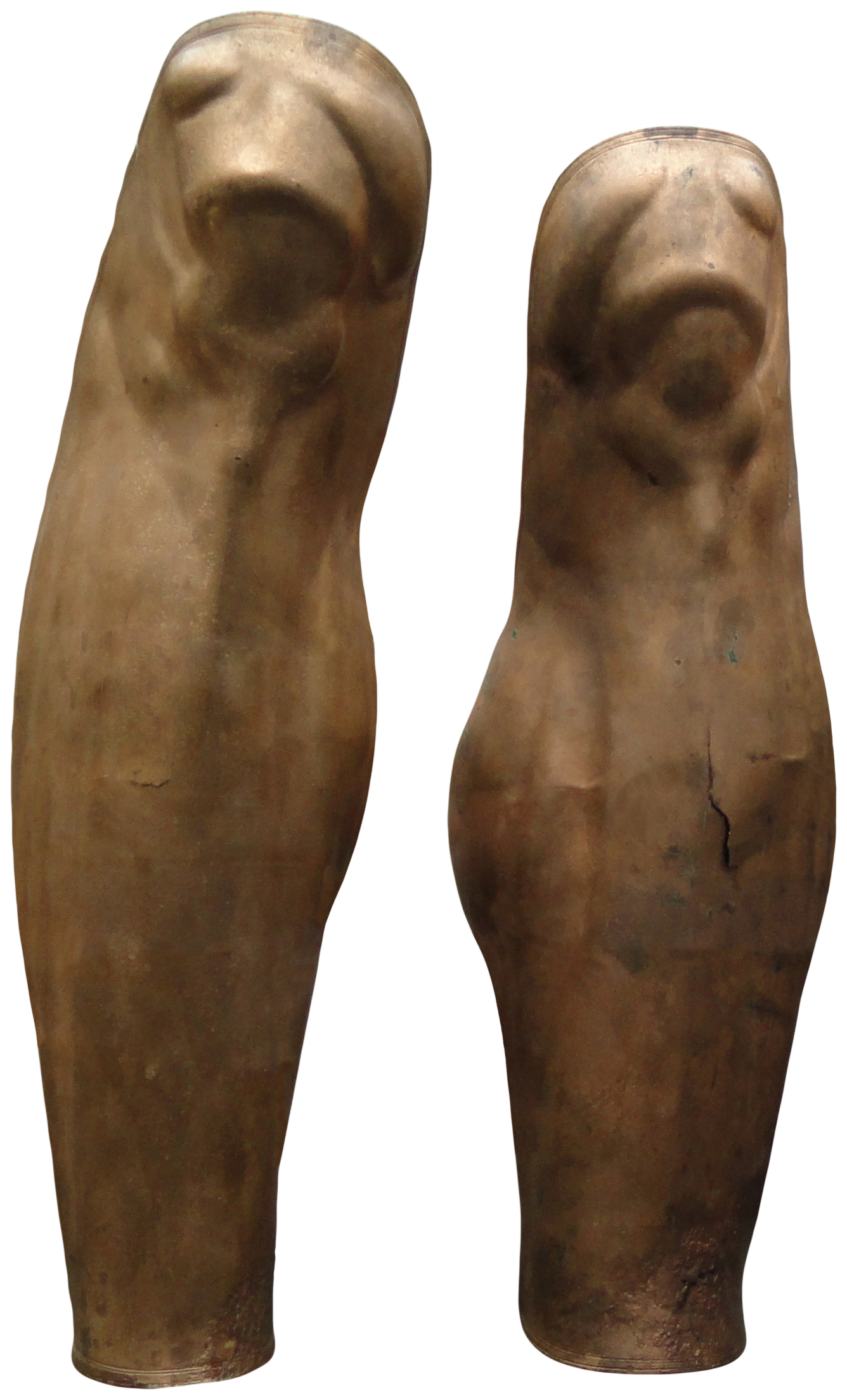
Грецькі наголінники (кнеміди), V ст. до Р. Х., Державне античне зібрання, Мюнхен

Наголі́нники (від «голінка» — «гомілка»), також по́ножі — елемент захисного обладунку, призначений для захисту ніг воїна. Використовувались переважно піхотними формуваннями, оскільки забезпечували захист засобу пересування воїна.

## Античність
Наголінники виникли передусім як захист від ударів холодної зброї гомілки, не прикритої щитом. Зображення наголінників часто зустрічаються на пам'ятках Егейського регіону II тис. до Р. Х. Шкіряні та металеві наголінники згадуються Гомером. Бронзові наголінники XIII ст. до Р. Х. були знайдені у некрополі Дендр (Греція). Бронзові листові наголінники поширилися у бронзовій добі по території Середземномор'я, Італії та Центральної Європи. У мідні наголінники був вдягнений біблейський велетень Голіаф. Близько VII ст. на Балканах з цієї ранньої форми сформувалися античні наголінники-«кнеміди» (дав.-гр. κνημὶς, множина κνημὶδης), що прикривали коліно і гомілку воїна. Подібно до «мускульної» кіраси, кнеміди відображали вигини м'язів гомілки та коліна. Вони робилися з одного листа бронзи і мали отвори для зав'язок ззаду гомілки. До низу звичайно підшивалася підкладка. У рідкісних випадках кнеміди доповнювались подібними деталями для захисту стегна та стопи, що повторювали вигляд тіла.
Без суттєвих змін кнеміди проіснували на території Південної Європи до елліністичного періоду. У часи Олександра Македонського кнеміди стали прив'язуватися до ніг у верхній та нижній частині. У часи еллінізму наголінники-кнеміди залишалися у вжитку лише командувачів, будучи атрибутом парадного вбрання. У римській армії наголінники більш спрощеної форми, виготовлені з заліза, носили центуріони та вищі командувачі під час свят. У V ст. до Р. Х. кнеміди проникають у Північне Причорномор'я, де використовуються заможними скіфами. Скіфи інколи переробляли бронзові кнеміди для потреб верхової їзди, роблячи отвори та відрізаючи наколінну частину. Власне скіфські наголінники виготовляли з лусок чи довгих прямокутних пластин, нашитих на шкіряну чи матерчасту основу. Вони рідко досягали гомілки, захищаючи головним чином стегна.
На Близькому Сході наголінники як окрема деталь обладунку не набули поширення в античні часи. Ноги воїнів тут зазвичай захищалися довгими полами натільного панцира. У І ст. катафрактарії Парфянського царства використовували наголінники, складені з горизонтальних смуг.

## Середньовіччя

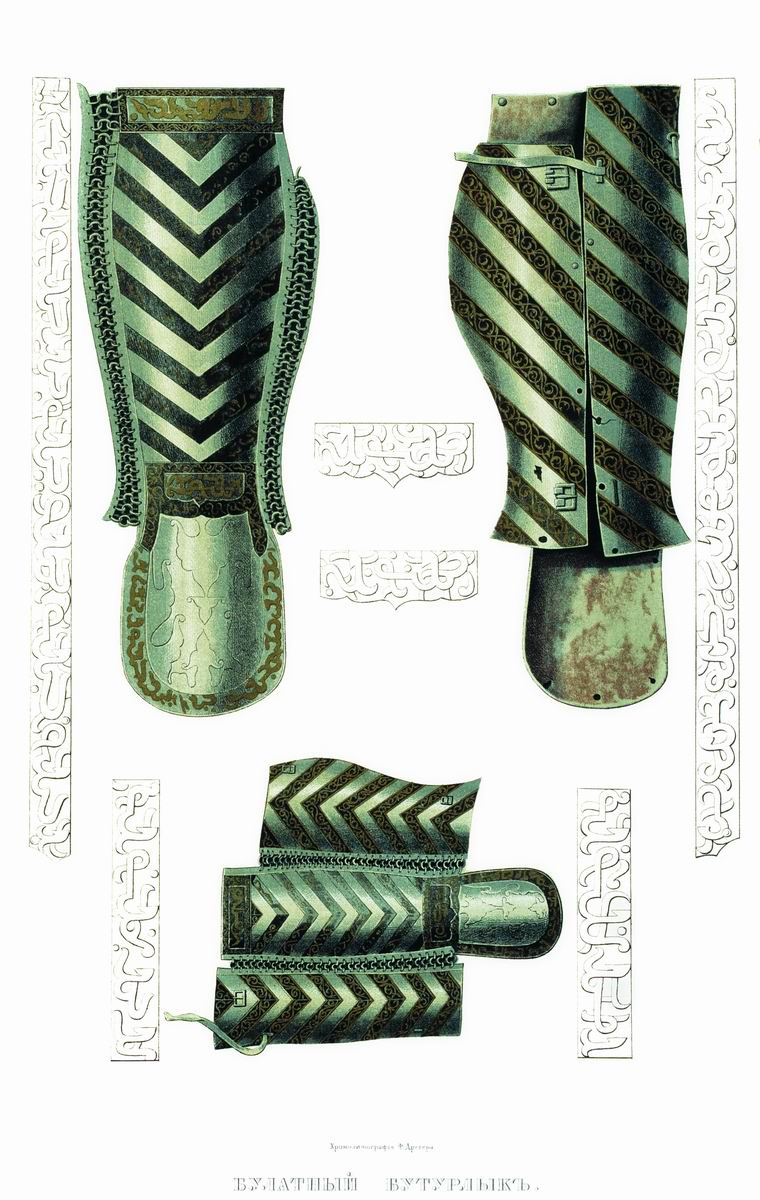
Бутурлики

### Захист ніг воїна
У Середньовічній Європі ноги воїнів захищалися спочатку обмотками, а пізніше — довгими полами кольчужної сорочки. У XII ст. було винайдено кольчужні панчохи, що прикривали всю ногу від пояса до носка. Наприкінці того століття виникли додаткові захисні деталі — шкіряні, а пізніше і металеві наколінники і наголінники. У XIV ст. їх почали об'єднувати між собою. Таким чином поступово виникли захисти для всіх ніг, що складалися з набедреника, наколінника, стулчастих наголінника і налитника та захисту стоп з гострим (у XIV — XV ст.), голчастим (XV ст.) та округлим (XVI ст.) нанісником. Їх застосовували разом з повним лицарським обладунком.
На Сході у цей час виникли подібні засоби захисту ніг, деталі яких поєднувалися між собою не шарнірами, як у Європі, а кольчужними кільцями. У XV — XVIII ст. у мусульманських країнах були поширені кольчужно-пластинчасті набедреники, поєднані з круглими листовими наколінниками, та наголінники-«бутурлики», складені з великої бічної та кількох менших пластин, поєднаних кольчугою. Окремі деталі захисту ніг існували також у Китаї. У Японії XIII — XIX ст. пластинчасті шинні наголінники, поєднані з наколінниками, були частиною самурайського обладунку. Наголінниками, виготовленими зі шкіри, дерева чи дорогоцінних металів, користувалися індіанці Доколумбової Америки. Один наголінник (для лівої ноги) використовували воїни-чукчі.
Наголінники зникли з ужитку раніше за решту обладунків, що пов'язано передусім з поширенням та вдосконаленням вогнепальної зброї. Окремі засоби захисту ніг використовуються також спортсменами та поліцейськими різних країн світу.

### Захист ніг гірника
Наголінники використовували також у гірничій справію  Вони описані, зокрема, в книзі 8 праці «De Re Metallica» Георга Агріколи (1556 р.): 
| У робітників, які в Госларі дроблять колчедан важкими кувалдами, ноги під час роботи захищені ніби наголінниками, зробленими з деревної кори, а руки дуже довгими рукавицями, щоб уламки руди не поранили їх. |